# Lake Luzerne
Lake Luzerne è un comune degli Stati Uniti d'America, situato nello stato di New York, nella contea di Warren.